# Lučina (Slivno)
Lučina is een plaats in de gemeente Slivno in de Kroatische provincie Dubrovnik-Neretva. De plaats telt 17 inwoners (2001).